# マンチェスター・シティFC
マンチェスター・シティFC（英語: Manchester City Football  Club, イギリス英語発音：[ˈmænʧistə ˈsiti ˈfutˌbɔːl klʌb]）は、イングランド北西部・マンチェスターに拠点を置くプロサッカークラブである。プレミアリーグに所属する。

## 概要
1880年、マンチェスターのセント・マークス教会がチームを結成しアーディックAFCとなり、1894年に現在の名称となった。マンチェスター・ユナイテッドとの試合は「マンチェスター・ダービー」と呼ばれ、マージーサイド・ダービー、ノース・ロンドン・ダービーと並び、リーグの三大ダービーの一つに数えられている。
2011-12シーズンにマンチェスター・ユナイテッドを僅差で凌ぎ、プレミアリーグ初制覇を果たした。2017-18シーズンにプレミアリーグ初となる勝ち点3桁でのリーグ制覇を果たす。
サポーターはクラブの愛称をもじり「シティズン（Cityzens）」と呼称される。著名人のファンとしてはオアシスのギャラガー兄弟（ノエル・ギャラガー、リアム・ギャラガー）がいる。彼らはかつてシティが財政難の際にスポンサーとして出資するなど熱狂的なファンとして知られている。2011年にはリアムが、2012年にはノエルがユニフォームのモデルを務めた。チーム自体もかなりオアシスと緊密な関係を持っており、度々公式ホームページにコメントを寄せたり、スタジアムでの入場曲にドント・ルック・バック・イン・アンガーやロール・ウィズ・イット、ワンダーウォール等を使用したりしている。
2008年にアラブ首長国連邦の投資グループに買収されて以降、豊富な資金力を活かして世界屈指の強豪クラブとなった。近年、急速に下部組織の強化を図っており、各年代毎にカテゴライズされたユースチームはそれぞれの年代でリーグ優勝するなどイングランドの中でも1、2を争う集団となっている。2008年にはマンチェスター・シティを中心としてシティ・フットボール・グループを創設し、メルボルン・シティFCやニューヨーク・シティFCといったシティブランドを立ち上げた。
2017年1月、世界4大会計事務所である『デロイト』の調査によると、2015-16シーズンのクラブ収入は5億2490万ユーロ（約640億円）であり、世界第5位である。プレミアリーグではマンチェスター・ユナイテッドに次いで第2位である。イギリスメディアが2012年に公表した調査によると、選手の平均年俸は約740万ドルであり、FCバルセロナ、レアル・マドリードに次いで世界で3番目に高いクラブである。これはアメリカのスポーツチームで最も平均年俸が高いロサンゼルス・レイカーズやニューヨーク・ヤンキースを上回る給与水準である。2022年には、世界有数の経済誌『フォーブス』によるスポーツチームの資産価値の格付けにおいて42億5000万ドルと算出されており、世界のスポーツチームで24位にランクインした。
現在、使用されているエンブレムには帆船・3本の川（アーウェル川・メドロック川・アーク川）・赤いバラ（ランカスター家の紋章）が描かれているが、これらは、マンチェスターを象徴するものである。

## 歴史

### 創設
1880年より活動していたゴートン・アスレティックが1887年にウエスト・ゴートン（West Gorton）と合併し、プロ組織としてアーディックAFC（Ardwick Association Football Club）が結成された。1894年に現在のクラブ名になる。1904年にボルトン・ワンダラーズを下してFAカップを制し、クラブ初のタイトルを手にした。当時使用していたハイド・ローズ・スタジアムにイングランド史上初めて王室が訪れるなど、マンチェスター・シティは当初はイングランドの中心的なクラブとして存在した。1923年、火事によりハイド・ロード・スタジアムが全焼。85,000人規模のメイン・ロードに本拠地を移すこととなった。チームは1部と2部を行き来しながらも、リーグ優勝1回、FAカップ優勝2回、準優勝3回と強豪の一角として存在した。

### 数度のカップ獲得と低迷
1936-37シーズンに初のリーグ優勝を果たしたが、翌1937-38シーズンでは「リーグ最多得点かつ得失点差プラスでありながら降格」「優勝の翌シーズンに降格」というイングランド1部リーグ史上唯一の記録を作ってしまった。それ以降長きに渡りタイトルから遠ざかり1部と2部を行き来するエレベータークラブになった。1955年にFAカップ決勝に進出しニューカッスル・ユナイテッドに敗れるも、翌年再び決勝に進出しバーミンガム・シティを3-1で破り3度目の優勝を果たす。しかしクラブは低迷し3部に落ちることもあった。1968年、ニューカッスル・ユナイテッドを破ってコミュニティ・シールドを制し、翌年にレスター・シティを破り13年ぶりのFAカップ優勝を遂げる。1970年にUEFAカップウィナーズカップを初優勝し、更に国内でもリーグカップを制しダブルを達成した。1976年に再びリーグカップを制した。
1979年には当時の移籍金記録を破る1450万ポンドでスティーブ・ダーリーを獲得するなど積極的に補強するも、リーグでは上位に浮上できないシーズンが続いた。1980年代に入ると暗黒時代に突入することになる。これまでの強みだったカップ戦でも優勝することができなくなり、チームは2部、3部と落ちていった。シティは80年代から00年代にかけてタイトルとは無縁の生活を送ることとなり、隣の宿敵マンチェスター・ユナイテッドが長い低迷の後、アレックス・ファーガソンを招聘して世界的な強豪になっていくのをただ見ていくだけとなった。2003年、約80年に渡りメインスタジアムとして使用していたメインロードからシティ・オブ・マンチェスター・スタジアムへ移った。

### 新オーナーによる投資
2007年7月6日、クラブの公式サイトでタイ前首相タクシン・シナワットの会長就任と前イングランド代表監督スヴェン＝ゴラン・エリクソンの監督就任が発表された。エリクソンは8月に月間最優秀監督賞を受賞するなど上々のスタートを切ったが、後半失速し9位でシーズンを終えると、2008年6月2日に成績不振により1年で解任。マーク・ヒューズを新監督に迎え、同年夏の移籍市場ではジョー、ヴァンサン・コンパニ、ショーン・ライト＝フィリップスらを獲得した。
2008年9月1日、チナワット会長はオーナー権を1年でUAEの投資グループ、アブダビ・ユナイテッド・グループ・フォー・デベロップメント・アンド・インベストメント (ADUG) に売却。ADUGのあり余る資金力を背景に、同年夏の移籍市場最終日にレアル・マドリードからロビーニョを獲得し、翌年冬の移籍市場では当時史上最高額とも言われる移籍金でACミランからカカの獲得を試み失敗するも、ウェイン・ブリッジ、シェイ・ギヴン、クレイグ・ベラミーなどの実力者を獲得した。しかし2008-09シーズンはプレミアリーグを10位、UEFAカップをベスト8で終えることとなり期待された結果とは程遠いものだった。
2009年夏の移籍市場では再び巨額を投じ、カルロス・テベス、エマニュエル・アデバヨール、コロ・トゥーレ、ギャレス・バリーらプレミアリーグで実績を残している選手を中心に大規模な選手補強を行い、これまでキャプテンを務めていたリチャード・ダンや主力であったエラーノを放出してチームを編成し直した。2009-10シーズンは開幕から連勝を重ねて序盤は首位争いを演じるも、リーグ戦を7戦連続引き分けるなど徐々に調子を落とし、2009年12月21日にヒューズは解任。前インテル監督のロベルト・マンチーニを新監督として招聘した2010年冬の移籍市場では、パトリック・ヴィエラ、アダム・ジョンソンらを獲得。一方で負傷などによって調子を落としていたロビーニョをサントスにレンタル移籍で放出した。マンチーニ監督就任後は守備を重視した戦術を浸透させ失点が減少、結果的には5位でのシーズン終了となりUEFAチャンピオンズリーグは逃したものの、UEFAヨーロッパリーグの出場権を獲得した。

### 2010年代

#### 2010-11
2010年夏の移籍市場ではダビド・シルバ、ヤヤ・トゥーレ、ジェイムズ・ミルナーらを獲得。一方でスティーヴン・アイルランド、ロビーニョらを放出した。さらに2011年冬の移籍市場ではエディン・ジェコを獲得し、アデバヨールら余剰戦力となっていた選手らをレンタル移籍させた。2010-11シーズンは1968-69シーズン以来35季ぶりとなるFAカップ優勝を果たしたほか、プレミアリーグを3位で終えてクラブ史上初となるUEFAチャンピオンズリーグの出場権を獲得した。

#### 2011-12
2011年夏の移籍市場ではセルヒオ・アグエロ、サミル・ナスリ、ガエル・クリシーらを獲得。更にアブダビ政府所有の航空会社エティハド航空と1億5千万ポンドと噂される額で10年間のスポンサー契約を締結し、改修予定中のスタジアム名称をエティハド・スタジアムと変更した。2011-12シーズンは序盤から圧倒的な攻撃力を維持し、無敗をキープして迎えた9節のオールド・トラッフォードでのマンチェスター・ダービーでは1-6での歴史的勝利を挙げ、その実力を世界的に知らしめた。
その後も両チームはデットヒートを繰り広げ、4月にはマンチェスター・ユナイテッドとの勝ち点差8とまで広がり2位に甘んじるも、ユナイテッドが終盤に入り勝ち点を取りこぼし、一方のシティはCLのバイエルン戦で交代出場の指示を拒否したとして戦力外扱いになっていたが、マンチーニ監督と和解したカルロス・テベスが無断帰国から復帰してチームに合流。息を吹き返したシティは連勝を重ね、マンチェスター・ダービー前には勝ち点3にまで差を詰めて迎えた第36節のユナイテッドとのマンチェスター・ダービーをヴァンサン・コンパニのヘディングシュートで1-0で制し、第27節以来の首位に立った。そして最終節のQPR戦は勝てば得失点差でシティの優勝がほぼ決まる状況だったが、後半途中で相手が1人少なくなったにもかかわらず、やはり勝てばプレミア残留が決まるQPRの前に2点を奪われ、1-2で逆転を許した。しかしアディショナルタイムに入り、まずジェコのヘディングシュートで同点とし、最後はアグエロのシュートが決まり、3-2の逆転勝利で劇的な44シーズンぶりのリーグ制覇を果たした。シティ戦がATに入った時点で同時刻KOだったサンダーランドvsマンチェスター・ユナイテッド戦はユナイテッドが0-1で先に勝利したため、シティは引き分けでも優勝を逃すという状況だった。
また、初出場となったUEFAチャンピオンズリーグでは、バイエルン・ミュンヘン、SSCナポリ、ビジャレアルCFと同組の「死の組」に入り、3勝2敗1分けの勝ち点10を奪ったが、ナポリに競り負け3位となり、UEFAヨーロッパリーグに回ることになった。そのヨーロッパリーグでも決勝トーナメント・ラウンド32でFCポルトには勝利したが、ラウンド16でスポルティングCPにアウェーゴールの差で敗退し、欧州の舞台で輝きを放つことはできなかった。

#### 2012-13
夏の移籍市場では、ハビ・ガルシア、マイコン、ジャック・ロドウェル、スコット・シンクレア、ステファン・サヴィッチとの金銭トレードで獲得したマティヤ・ナスタシッチの補強に留まった。コミュニティシールドでは優勝したもののリーグ戦はユナイテッドに独走を許してしまい、早々に優勝を決めさせてしまう（最終結果はユナイテッドと勝ち点11差の勝ち点78で2位）。チャンピオンズリーグではレアル・マドリード、ボルシア・ドルトムント、アヤックスと同組という極めて困難なグループで1勝もできずに3分け3敗であえなく敗退した。
タイトル獲得への最後の頼みとなったFAカップでは決勝まで進出するが、圧倒的有利と言われたウィガン・アスレティックに後半終了間際の決勝ゴールを決められまさかの敗戦。これで無冠が確定したことにより決勝直後にマンチーニはシーズン終了を待たずして解任された。後任監督にはマヌエル・ペジェグリーニが就任。

#### 2013-14
2013年夏の移籍市場では、カルロス・テベスらを放出する一方、アルバロ・ネグレド、ヘスス・ナバス、フェルナンジーニョ、ステヴァン・ヨヴェティッチ、マルティン・デミチェリスを獲得した。
2013-14シーズンは序盤は1試合平均3点を越すようなハイペースで得点を重ねる一方、アウェイでの戦いでは格下相手に不覚を取るなど好不調の差が目立った。しかし徐々に安定感が増していき、勝ち点を積み重ね続ける。4月13日に行われたリヴァプールとのプレミア頂上決戦は一時は2点差を追いつきながらも2-3で敗北し、その後第26節の延期分サンダーランド戦にも2-2で何とか引き分け、自力優勝はおろか2位の可能性も一度は消滅したものの、リヴァプールが控えメンバー主体のチェルシーにアンフィールドで0-2で敗れたことで自力優勝の可能性が復活。諦めずにサンダーランド戦以降の5戦は全勝し、2シーズンぶりにプレミアリーグの覇権を奪回した。シティがこのシーズン首位に立ってた期間はわずか14日であった（これはキャピタルワンカップで決勝まで勝ち進んだことによってリーグ戦が延期され、常に消化試合数がリヴァプールやチェルシーやアーセナルに比べて少なかったのが大きい。）。またリーグカップも決勝でサンダーランドを3-1で下し二冠を達成した。また、チャンピオンズリーグでは初めてグループステージを突破したものの、ラウンド16でFCバルセロナにホームでの第1戦で膠着状態の後半にマルティン・デミチェリスがリオネル・メッシに犯した微妙な位置でのファールがPK&デミチェリスの退場と判定されたのが大きく響き、2試合合計1-4で破れベスト16に終わった。

#### 2014-15
アーセナルからバカリ・サニャ、ポルトからフェルナンド、エリアカン・マンガラ、マラガからウィリー・カバジェロを獲得した。また、ニューヨーク・シティからフランク・ランパードを、1年間のレンタルで獲得した。一方でコステル・パンティリモンとジャック・ロドウェルがサンダーランドに、ハビ・ガルシアがゼニト・サンクトペテルブルクに移籍することになった。
序盤は順調に勝ち点を積み重ね冬の移籍市場までに2位につけていたが、FWに負傷者が出たため、スウォンジーからウィルフリード・ボニーを獲得するも、後半戦開始直後から劇的に調子を落とし始め、チェルシーの独走を許し安泰に見えた2位の座はおろか、一時はCLストレートインの条件である3位からも脱落してしまったが、最終盤にかけてアグエロの好調もあって調子を取り戻し、最終的には2位の座を奪還しフィニッシュした。また、終盤故障したチェルシーのジエゴ・コスタや、今シーズン大ブレイクしたトッテナムのハリー・ケインを抑えアグエロが自身初の得点王に輝いた。
CLは、グループステージでバイエルン・ミュンヘン、ローマ、CSKAモスクワと同組になった。結果は、前半戦は苦戦を強いられるものの後半に巻き返し2勝2敗2分で2位通過をした。よって、2シーズン連続で決勝トーナメント進出となった。決勝トーナメント・ラウンド16はバルセロナと対戦。ハートが幾度もビッグセーブを見せるものの2戦合計1-3と及ばず敗退が決定した。
キャピタル・ワン・カップはベスト16でニューカッスルに0-2で敗れた。FAカップは4回戦でミドルズブラに0-2で敗れた。

#### 2015-16
6月2日、下部組織出身でトップチーム登録もされていたベルギー代表DFデドリック・ボヤタがセルティックに移籍することになった。ジェイムズ・ミルナーがリヴァプールに、ステヴァン・ヨヴェティッチがインテルに、エディン・ジェコがローマに、マルコス・ロペスがモナコに移籍した。リヴァプールからイングランド代表FWラヒーム・スターリング、アストン・ヴィラからファビアン・デルフ、バレンシアからアルゼンチン代表DFニコラス・オタメンディ、またクラブ史上最高額となる5500万ポンドでケヴィン・デ・ブライネを獲得した。
開幕から5連勝、11得点無失点と最高のスタートを切ったが、例年通り負傷者が連発し徐々に調子が低下。「奇跡の優勝」に向かってひた走るレスター・シティに1-3であっさり敗れるなど調子の差は歴然で、結局優勝争いにも絡めず4位に終わった。
CLでは、グループステージでユヴェントス、セビージャ、ボルシアMGと同組になり、4勝2敗で1位通過。決勝トーナメント・ラウンド16のディナモ・キーウ戦を2戦合計スコア3-1で勝利し、壁となっていたベスト16突破を成し遂げた。さらに、準々決勝PSG戦も2戦合計スコアが3-2で突破しクラブ史上初のベスト4入りを果たした。準決勝レアル・マドリード戦は、1stレグをスコアレスドローで終えると、2ndレグでは前半早々守備の要であったコンパニが負傷退場し、前半20分にオウンゴールで失点、その後も得点を奪うことが出来ず1-0で敗れ、2戦合計スコアが0-1でレアル・マドリードに決勝進出を許した。キャピタル・ワン・カップは決勝をリヴァプールと1-1で引き分けPK戦を1-3で勝利し、4回目の優勝を果たした。FAカップは5回戦でチェルシーに5-1で敗れた。
6月2日、ドルトムントからドイツ代表MFイルカイ・ギュンドアンを獲得した。しかし、5月のドルトムントでのトレーニング中に膝蓋（しつがい）骨の脱臼という重傷を負い、本格的なチームへの加入は来シーズンの9月半ば頃となった。

### グアルディオラの監督就任

#### 2016-17
マルティン・デミチェリス、リチャード・ライトが退団。ライトは現役引退も発表した。一方、セルタからノリート、シャルケからレロイ・サネ、パルメイラスからガブリエル・ジェズス、エヴァートンからジョン・ストーンズ、バルセロナからクラウディオ・ブラーボを獲得。しかし、ガブリエル・ジェズスについては、パルメイラスを優勝に導くためブラジル全国選手権が終了するまで残留したいという本人の意思を尊重し、2016年12月まではパルメイラスに在籍し、チームには2017年1月から正式加入することになった。
グアルディオラのポゼッション戦術がなかなかチーム内に浸透せず、またブラーボが低パフォーマンスでウィリー・カバジェロにポジションを奪われ、ストーンズら守備陣が脆弱だと批判を浴びるなど、彼が高く評価した選手たちが結果を残すことができずに低迷。結局はリーグ終盤戦でスターリング、サネ、ジェズスの若い3トップが活躍したことから最終的に3位でリーグ戦を終え、チャンピオンズリーグ出場権を獲得したものの、グアルディオラ体制1年目はリーグへの適応に苦しむことになった。
CLでは、グループステージでFCバルセロナ、ボルシアMG、セルティックFCと同組になり、2勝1敗3分で2位通過をした。決勝トーナメント・ラウンド16でASモナコと対戦。ホームでの1stレグで5-3と勝利を収めたものの、2ndレグに1-3で敗れ、アウェイゴール数の差で敗退となった。FAカップは準決勝でアーセナルに敗れ、EFLカップはベスト16でマンチェスター・ユナイテッドに敗れたため、無冠でシーズンを終えることになった。

#### 2017-18
パブロ・サバレタがウェストハム、ガエル・クリシーがバシャクシェヒル、ウィリー・カバジェロがチェルシー、ノリート、ヘスス・ナバスはセビージャ、アレクサンダル・コラロヴがローマ、フェルナンドがガラタサライ、ケレチ・イヘアナチョがレスター、サミル・ナスリがアンタルヤスポル、ウィルフリード・ボニーがスウォンジーに移籍、バカリ・サニャは退団しフリーとなった。一方でモナコからベルナルド・シウバ、バンジャマン・メンディ、レアル・マドリードからダニーロ、ベンフィカからエデルソン・モラレス、トッテナムからカイル・ウォーカーを獲得し、大幅なチーム刷新が行われた。
2年目となりグアルディオラの戦術がチームに浸透し、ケヴィン・デ・ブライネ、ラヒーム・スターリング、ジョン・ストーンズといった選手が大きく飛躍。新加入のGKエデルソンも安定感あるプレーで大きく名をあげた。チームはリーグ第11節アーセナル戦での勝利でクラブレコードのリーグ9連勝、第21節クリスタル・パレス戦で引き分けるまでリーグ記録の18連勝、第23節リヴァプール戦で敗れるまでクラブ記録のリーグ22戦無敗を達成するなど快進撃を続け、首位を独走。冬の移籍市場でアスレティック・ビルバオからクラブ史上最高額となる5700万ポンドでフランス人DFアイメリク・ラポルテを獲得し戦力を整えるとそのまま勢いを保ち続けた。4月15日、2位のマンチェスター・ユナイテッドが破れたことにより4シーズンぶりのリーグ優勝が決定した。そしてリーグ戦最終節サウサンプトン戦に0-1で勝利したことで、勝ち点が「100」となり、プレミアリーグ史上初めて勝ち点を3桁の大台に乗せた。結果は38戦32勝2敗4分(うちアウェーゲームで19戦16勝1敗2分)、総得点106、総失点27で得失点差は+79であり、勝ち点の他に勝利数、総得点、得失点差、アウェイゲームでの勝利数、アウェイゲームで得た勝ち点(50点)でもリーグ新記録を樹立した。また、2位のマンチェスター・ユナイテッドとの勝ち点差は19であり、これもリーグ新記録となった。
CLでは、グループステージでシャフタール・ドネツク、SSCナポリ、フェイエノールトと同組になり、5勝1敗で1位通過。ラウンド16でもバーゼルに2戦合計5-2で快勝したが、準々決勝でリヴァプールと対戦。1stレグを0-3で落とし、2ndレグでは先制点を決めたものの疑惑の判定によって2点目を取り消され、そのことについての抗議をハーフタイム中にグアルディオラ監督が主審にしたことで退席処分になってしまい、後半からアシスタントコーチのミケル・アルテタが指揮を執るものの1-2で敗れた。2戦合計スコアが1-5となり敗退した。FAカップは5回戦でウィガン・アスレティックに1-0で敗れた。カラバオ・カップは決勝でアーセナルを0-3で下し、5回目の優勝を果たした。

#### 2018-19
夏の移籍市場ではレスターからクラブ史上最高額となる6000万ポンドでリヤド・マフレズ、ズウォレからフィリップ・サンドレルを獲得したのみで動きは少なく、主力を維持していく方針をとった。一方でベルサント・ツェリナをスウォンジー、ジェイソン・デナイヤーをリヨン、ジョー・ハートをバーンリーに、パブロ・マフェオをシュツットガルトに放出するなど人員整理に努めた。
コミュニティ・シールドではチェルシーを0-2で破り、5回目の優勝を果たした。シーズン開始後もチーム完成度の高さを見せつけ、開幕15戦無敗(13勝2分)で首位を快走。しかし第16節チェルシー戦で敗れると、第18節、第19節と2年ぶりにリーグ戦連敗を喫する。その後はケヴィン・デ・ブライネが怪我がちで離脱が多かったものの、ベルナルド・シウバがその穴を埋める活躍を見せ、リヴァプールと激しいデットヒートを繰り広げ、第25節から最終節まで14連勝でフィニッシュ。数々のリーグ記録を打ち立てた昨シーズンまでとは行かなかったものの、2年連続で32勝(2分4敗)を挙げ、勝点98という好記録を残しリヴァプールを勝ち点差1で振り切ってクラブ史上初のリーグ連覇を果たした。EFLカップも順調に勝ち進み、決勝はチェルシーと0-0で引き分けPK戦を3-4で勝利し、2連覇を達成した。また、FAカップも勝ち進んで決勝でワトフォードに6-0で大勝、イングランド史上初となる国内3冠(プレミアリーグ、FAカップ、EFLカップ)を達成した。
CLでは、グループステージでオリンピック・リヨン、シャフタール・ドネツク、ホッフェンハイムと同組になり、4勝1敗1分で下馬評通り1位通過。ラウンド16ではシャルケを2戦合計10-2で下した。準々決勝でトッテナム戦1stレグでは、アグエロがPKをウーゴ・ロリスに止められしまうなどして、0-1で敗れた。ホームでの2ndレグは開始11分で2-2と激しい打ち合いになり、4-2(2戦合計4-3)となった後半、フェルナンド・ジョレンテに得点を許したが、このゴールはハンドにも見えたがVARの介入後も判定は覆らなかった。そして4-3(2戦合計4-4)となった後半終了間際、アグエロの折り返しをラヒーム・スターリングが決めて逆転したように思われたが、VARでアグエロのオフサイドを取られて取り消しとなり、スコアは動かず試合終了。2戦合計4-4、アウェーゴール差で2シーズン連続ベスト8で敗退した。
冬の移籍市場では、コロンバス・クルーからザック・ステッフェン（チームへの加入は、2019年夏の移籍市場が開かれる2019年7月9日以降）を獲得する一方、下部組織出身でトップチーム登録もされていたブラヒム・ディアスがレアル・マドリードに移籍することになった。
シーズン終了後、主将ヴァンサン・コンパニが、今季限りで退団することを発表した。

#### 2019-20
夏の移籍市場ではアトレティコ・マドリードからロドリ、ダニーロとのトレードでユヴェントスからジョアン・カンセロを獲得、PSVのアンヘリーノを買い戻し、ピンポイントな補強を展開した。
コミュニティ・シールドではリヴァプールをPK戦の末破り、連覇を達成した。リーグ戦は優勝最有力と目されていたが、第4節でアイメリク・ラポルテが半月板損傷で6ヶ月の長期離脱を強いられると、ジョン・ストーンズも筋肉系の損傷で離脱し、一時はCBがニコラス・オタメンディのみとなる人材難が発生。フェルナンジーニョをCB起用して急場を凌ぐがやはり穴となり、リヴァプールに大きく差をつけられ、さらにレスター・シティをも下回って3位で前半戦を折り返す。後半は持ち直したもののリヴァプールとの差は広がり、31節でチェルシーに敗れてリヴァプールに史上最速優勝を決定させることになった。結果、リーグ戦は宿敵ユナイテッドに10年ぶりのシーズン2敗を喫するなどグアルディオラ体制では最低となる9敗を喫し、26勝3分で勝ち点81の2位に終わった。FAカップは準決勝でアーセナルに敗れたが、カラバオカップは決勝でアストン・ヴィラを2-1で破り3連覇を達成した。
CLではグループステージでアタランタ、シャフタール・ドネツク、ディナモ・ザグレブと同組になり、4勝2分で首位通過。ラウンド16ではレアル・マドリードをホーム・アウェーとも2-1で快勝したが、一発勝負となった準々決勝でリヨンに1-3で敗れ、3シーズン連続のベスト8敗退となった。
2020年2月14日、4年間に渡るスポンサー収入の水増し報告によるFFP違反を受けUEFAから翌2年間のチャンピオンズリーグ出場停止処分が発表し、同月に提訴した。2020年7月18日、スポーツ仲裁裁判所は公式声明で、「UEFAクラブ・ファイナンシャル・コントロール機関の調査に非協力だったことでUEFAの大会参加を禁止するのは不適切である」と発表し、UEFAの裁定を認めない判決を下した。罰金は3000万ユーロから1000万ユーロに減額されている。35節時点で2位でシーズンを終えることが確定していたため、2020-21シーズンのチャンピオンズリーグは出場できることになった。

#### 2020-21
夏の移籍市場ではCBに降格したAFCボーンマスからナタン・アケ、SLベンフィカからクラブ最高額となる移籍金でルベン・ディアスを迎え、さらにバレンシアCFからFWフェラン・トーレスを獲得した。一方で、10年在籍したダビド・シルバが退団、ニコラス・オタメンディがベンフィカ、レロイ・サネがバイエルンへ移籍した。
序盤は休養が短かったことやダビド・シルバの抜けた穴が大きく12節終了時点で9位と中位に燻る期間が続いたが、ジョン・ストーンズの復調、新加入のルベン・ディアス、若手のフィル・フォーデンの大ブレイクなどで調子が劇的に上向く。9節のトッテナム・ホットスパー戦での敗戦から29節のマンチェスター・ダービーに敗れるまで、公式戦は21連勝を含む28試合連続無敗(26勝2分)、リーグ戦は16連勝を含む19戦無敗(17勝2分)と快進撃を続けて中盤からは首位を独走。5月12日、2位マンチェスター・ユナイテッドが35節レスター・シティに敗れたことで2年ぶりの優勝が決定した。この年はグアルディオラの新戦術も機能し、特にジョアン・カンセロが行う偽サイドバックを進化させた『カンセロ・ロール』や、その恩恵により偽9番としても振る舞えることになったイルカイ・ギュンドアンがリーグ11得点を挙げるなどの戦術が話題になった。なおクリスマスを迎えた段階では8位だった為そこからの逆転優勝は1997-98シーズンのアーセナル（クリスマスを迎えた段階では6位）を超えて史上最大である。
3連覇中のカラバオカップは難なく勝ち進み、決勝でトッテナム・ホットスパーを下して4連覇を達成した。FAカップも順調に勝ち進み、国内外で4冠の可能性も残していたが、準決勝でチェルシーに敗れ、4冠は潰えた。
CLはグループステージでポルト、マルセイユ、オリンピアコスと同居し、6戦5勝1分、わずか1失点で首位通過。ラウンド16はボルシアMGを2試合とも2-0で下すと、準々決勝はドルトムントを2試合とも2-1で下し、グアルディオラ体制では初となるベスト4に進む。準決勝はパリ・サンジェルマンFCを2-0、2-1で下し、クラブ史上初となる決勝進出を決めた。トレブルに王手をかけた決勝では今季唯一2敗を喫していたチェルシーに0-1で敗れて、準優勝に終わった。シーズン終了後には、10年在籍したセルヒオ・アグエロの今シーズン限りでの退団が発表された。

#### 2021-22
夏の移籍市場では英国史上最高額の約1億ポンドでアストン・ヴィラからジャック・グリーリッシュを獲得した。
開幕戦のトッテナム戦はカウンターからソン・フンミンのゴールで敗れたものの、2節のノリッジ戦では5-0と大勝しシーズン初勝利を挙げた。第3節のアーセナル戦も5-0の勝利を収めた。以降は、好調のベルナルドらの活躍もあり連勝を続けると第15節のワトフォード戦に3-1で勝利し暫定首位に浮上した。2位のリヴァプールと勝ち点差1の暫定首位で迎えたリーグ最終節、ホームでのアストン・ヴィラ戦では、37分にマティ・キャッシュ、69分にフィリペ・コウチ－ニョの得点でリードされる展開となった。しかし、76分に途中交代で出場したスターリングのクロスに同じく交代にて投入されたギュンドアンが合わせ1点を返し、続く78分に交代で入ったジンチェンコからのパスにダイレクトで合わせたロドリのゴールで追いついた。そして81分にこぼれを拾ったデ・ブライネからのクロスに再びギュンドアンが合わせ勝ち越し弾となるゴールを決めた。そのまま試合は終了し、ファンがピッチに流れ込む歓喜と共に6度目のリーグ優勝を遂げた。
CLのグループステージではRBライプツィヒ、パリ・サンジェルマンFC、クラブ・ブルッヘと同居。第2節のパリ・サンジェルマン戦ではメッシらのゴールで0-2と敗れたが、第5節のパリ・サンジェルマン戦ではゲーム終盤にスターリング、ジェズスが立て続けにゴールを奪い逆転勝利でリベンジを果たす。最終節のライプツィヒ戦には敗れたものの同組を4勝2敗で首位突破を果たした。決勝トーナメントではラウンド16でスポルティングCPを相手に1stレグで5-0で大勝すると、ターンオーバーをしたホームの2ndレグではスコアレスドローに終わるも準々決勝に進出し、準々決勝ではアトレティコ・マドリードを相手に1stレグでデ・ブライネが決めた1点を守り切り、2戦合計1-0で準決勝へ駒を進めた。レアル・マドリードと対戦した準決勝は、ホームでの1stレグを4-3で制すると、アウェイの2ndレグでも、73分にマフレズの得点で先制し、2戦合計5-3とリードを広げたが、ロドリゴ・ゴエスに僅か2分間で2点を奪われて延長戦に持ち込まれ、延長戦でカリム・ベンゼマにPKを沈められ、2戦合計6-5、結局そのまま試合は終了して逆転での敗退となった。
シーズン終了後、9シーズン在籍したキャプテンのフェルナンジーニョが退団した。

#### 2022-23 悲願のCL初制覇・トレブル達成
かつてシティに在籍したアルフ・インゲ・ハーランドの息子にして将来のサッカー界を担う存在の一人と目されるアーリング・ハーランドが加入した。さらにリーズ・ユナイテッドからカルバン・フィリップス、RSCアンデルレヒトからセルヒオ・ゴメス、ドルトムントからマヌエル・アカンジ、フリーでシュテファン・オルテガを獲得した。また、リーベル・プレートから今季の加入が決定していたフリアン・アルバレスが合流した。一方で放出面ではジェズスとジンチェンコが共にアーセナルへ、スターリングはチェルシーへ移籍した。加えてアカデミーの若手やローンで他クラブに出ている選手も売却した結果、約6000万ポンドの利益を出し、黒字で夏の移籍期間を終えた。
またキャプテンに関して、第一はギュンドアン、第二はデ・ブライネ、第三はウォーカー、第四はルベン・ディアス、第五はロドリと選手投票によって決定した。
CLでは、セビージャFC、ドルトムント、FCコペンハーゲンと同組になり、4勝2分でグループリーグを首位突破、ラウンド16ではRBライプツィヒに対して1stレグではドローに終わるものの、ホームで迎えた2ndレグではハーランドの5ゴールなどで7-0で大勝、準々決勝への進出を果たす。準々決勝ではバイエルン・ミュンヘンに対し1stレグで3-0と完勝、2ndレグでは引き分けに終わるも準決勝に進出。準決勝では昨年は延長戦で敗れたレアル・マドリードと対戦、1stレグではヴィニシウスに先制ゴールを許すも、デ・ブライネのゴールで同点に追いつき1-1で1stレグを終えると、2ndレグでは前半からシウバの2ゴールで主導権を握ると、後半にもアカンジとアルバレスにゴールが生まれ2ndレグで4-0、2戦合計スコア5-1で昨年の雪辱を果たし2年ぶりの決勝に進出、6月10日に開催されたインテルとの決勝では、68分のロドリの決勝弾で1-0で制し、悲願の初優勝を果たした。これによりトレブルを達成し、イングランドのクラブではマンチェスター・ユナイテッドに次ぐ2つ目のクラブとなった。

#### 2023-24
夏のマーケットで、キャプテンのギュンドアンがバルセロナに移籍したが、チェルシーからマテオ・コヴァチッチ、RBライプツィヒからヨシュコ・グヴァルディオルを獲得した。

アーセナルとのコミュニティ・シールドでは、コール・パーマーのゴールで先制するも、ラストワンプレーでレアンドロ・トロサールに同点ゴールを決められ、PK戦の末敗れてタイトルを逃した。しかし、リーグ開幕戦のバーンリー戦では、ハーランドの2ゴールとロドリの1ゴールで勝利した。また、続くセビージャとのUEFAスーパーカップでは、PK戦を制して今季初タイトルを手にした。
12月には、準決勝でアジア王者の浦和レッズを、決勝では南米王者のフルミネンセをそれぞれ完封勝利で退け、クラブワールドカップ初出場にして初優勝を果たした。UEFAチャンピオンズリーグでは、準々決勝まで進出したが、準々決勝でレアル・マドリードに2戦合計4-4で、PK戦の末に敗れ、チャンピオンズリーグ2連覇とはならなかった。

## タイトル

### 国内タイトル
- プレミアリーグ：8回

2011-12, 2013-14, 2017-18, 2018-19, 2020-21, 2021-22, 2022-23, 2023-24
- フットボールリーグ：2回

1936-37, 1967-68
- FAカップ：7回

1903-04, 1933-34, 1955-56, 1968-69, 2010-11, 2018-19, 2022-23
- EFLカップ：8回

1969-70, 1975-76, 2013-14, 2015-16, 2017-18, 2018-19, 2019-20, 2020-21
- FAコミュニティ・シールド：7回

1938, 1969, 1973, 2013, 2019, 2020, 2024

### 国際タイトル
- UEFAチャンピオンズリーグ：1回

2022-23
- UEFAカップウィナーズカップ：1回

1969-70
- UEFAスーパーカップ：1回

2023
- FIFAクラブワールドカップ：1回

2023

## 過去の成績
| シーズン | リーグ戦       | リーグ戦 | リーグ戦 | リーグ戦 | リーグ戦 | リーグ戦 | リーグ戦 | リーグ戦 | リーグ戦 | カップ戦     | リーグ杯     | FACS   | 欧州カップ             | 欧州カップ | FIFA CWC | 監督                                                   | 最多得点者                                        | 得点数 |
| シーズン | ディビジョン   | 試       | 勝       | 分       | 敗       | 得       | 失       | 点       | 順位     | カップ戦     | リーグ杯     | FACS   | 欧州カップ             | 欧州カップ | FIFA CWC | 監督                                                   | 最多得点者                                        | 得点数 |
| -------- | -------------- | -------- | -------- | -------- | -------- | -------- | -------- | -------- | -------- | ------------ | ------------ | ------ | ---------------------- | ---------- | -------- | ------------------------------------------------------ | ------------------------------------------------- | ------ |
| 1967-68  | ディビジョン1  | 42       | 26       | 6        | 10       | 86       | 43       | 58       | 1位      | 4回戦敗退    | 4回戦敗退    |        |                        |            |          | ジョー・マーサー                                       | ニール・ヤング                                    | 21     |
| 1968-69  | ディビジョン1  | 42       | 15       | 10       | 17       | 64       | 55       | 40       | 13位     | 優勝         | 3回戦敗退    | 優勝   | ヨーロピアンカップ     | 1回戦敗退  |          | ジョー・マーサー                                       | フランシス・リー                                  | 18     |
| 1969-70  | ディビジョン1  | 42       | 16       | 11       | 15       | 55       | 48       | 43       | 10位     | 4回戦敗退    | 優勝         | 準優勝 | カップウィナーズカップ | 優勝       |          | ジョー・マーサー                                       | コリン・ベル フランシス・リー                     | 22     |
| 1970-71  | ディビジョン1  | 42       | 12       | 17       | 13       | 47       | 42       | 41       | 11位     | 5回戦敗退    | 2回戦敗退    |        | カップウィナーズカップ | ベスト4    |          | マルコム・アリソン                                     | コリン・ベル フランシス・リー                     | 19     |
| 1971-72  | ディビジョン1  | 42       | 23       | 11       | 8        | 77       | 45       | 57       | 4位      | 3回戦敗退    | 3回戦敗退    |        |                        |            |          | マルコム・アリソン                                     | フランシス・リー                                  | 35     |
| 1972-73  | ディビジョン1  | 42       | 15       | 11       | 16       | 57       | 60       | 41       | 11位     | 5回戦敗退    | 3回戦敗退    | 優勝   | UEFAカップ             | 1回戦敗退  |          | マルコム・アリソン ジョニー・ハート                    | ロドニー・マーシュ                                | 19     |
| 1973-74  | ディビジョン1  | 42       | 14       | 12       | 16       | 39       | 46       | 40       | 14位     | 4回戦敗退    | 準優勝       | 準優勝 |                        |            |          | ジョニー・ハート ロン・サンダース                      | フランシス・リー                                  | 18     |
| 1974-75  | ディビジョン1  | 42       | 18       | 10       | 14       | 54       | 54       | 46       | 8位      | 3回戦敗退    | 3回戦敗退    |        |                        |            |          | トニー・ブック                                         | コリン・ベル                                      | 18     |
| 1975-76  | ディビジョン1  | 42       | 16       | 11       | 15       | 64       | 46       | 43       | 8位      | 4回戦敗退    | 優勝         |        |                        |            |          | トニー・ブック                                         | デニース・タアート                                | 24     |
| 1976-77  | ディビジョン1  | 42       | 21       | 14       | 7        | 60       | 34       | 56       | 2位      | 5回戦敗退    | 2回戦敗退    |        | UEFAカップ             | 1回戦敗退  |          | トニー・ブック                                         | ブライアン・キッド                                | 23     |
| 1977-78  | ディビジョン1  | 42       | 20       | 12       | 10       | 74       | 51       | 52       | 4位      | 4回戦敗退    | 準々決勝敗退 |        | UEFAカップ             | 1回戦敗退  |          | トニー・ブック                                         | ブライアン・キッド                                | 20     |
| 1978-79  | ディビジョン1  | 42       | 13       | 13       | 16       | 58       | 56       | 39       | 15位     | 4回戦敗退    | 準々決勝敗退 |        | UEFAカップ             | 4回戦敗退  |          | トニー・ブック                                         | ミック・シャノン                                  | 15     |
| 1979-80  | ディビジョン1  | 42       | 12       | 13       | 17       | 43       | 66       | 37       | 17位     | 3回戦敗退    | 3回戦敗退    |        |                        |            |          | マルコム・アリソン ジョン・ボンド                      | マイケル・ロビンソン                              | 9      |
| 1980-81  | ディビジョン1  | 42       | 14       | 11       | 17       | 56       | 59       | 39       | 12位     | 準優勝       | 準決勝敗退   |        |                        |            |          | ジョン・ボンド                                         | ケビン・リーヴス                                  | 17     |
| 1981-82  | ディビジョン1  | 42       | 15       | 13       | 14       | 49       | 50       | 58       | 10位     | 4回戦敗退    | 4回戦敗退    |        |                        |            |          | ジョン・ボンド                                         | トレヴァー・フランシス                            | 14     |
| 1982-83  | ディビジョン1  | 42       | 13       | 8        | 21       | 47       | 70       | 47       | 20位     | 4回戦敗退    | 3回戦敗退    |        |                        |            |          | ジョン・ボンド                                         | デイビット・クロス                                | 13     |
| 1983-84  | ディビジョン2  | 42       | 20       | 10       | 12       | 66       | 48       | 70       | 4位      | 3回戦敗退    | 3回戦敗退    |        |                        |            |          | ジョン・ボンド ジョン・ベンソン ビリー・マクニール     | デレック・パーレーン                              | 19     |
| 1984-85  | ディビジョン2  | 42       | 21       | 11       | 10       | 66       | 40       | 74       | 3位      | 3回戦敗退    | 4回戦敗退    |        |                        |            |          | ビリー・マクニール                                     | ゴードン・スミス                                  | 14     |
| 1985-86  | ディビジョン1  | 42       | 11       | 12       | 19       | 43       | 57       | 45       | 15位     | 4回戦敗退    | 3回戦敗退    |        |                        |            |          | ビリー・マクニール                                     | マーク・リリス                                    | 12     |
| 1986-87  | ディビジョン1  | 42       | 8        | 15       | 19       | 36       | 57       | 39       | 21位     | 3回戦敗退    | 3回戦敗退    |        |                        |            |          | ジョン・ベンソン ジミー・フリッツェル                  | イムレ・ヴァラディ                                | 9      |
| 1987-88  | ディビジョン2  | 44       | 19       | 8        | 17       | 80       | 60       | 65       | 9位      | 準々決勝敗退 | 準々決勝敗退 |        |                        |            |          | メル・マチン                                           | ポール・スチュワート                              | 27     |
| 1988-89  | ディビジョン2  | 46       | 23       | 13       | 10       | 77       | 53       | 82       | 2位      | 4回戦敗退    | 4回戦敗退    |        |                        |            |          | メル・マチン                                           | ポール・モールデン                                | 17     |
| 1989-90  | ディビジョン1  | 38       | 12       | 12       | 16       | 43       | 52       | 48       | 14位     | 3回戦敗退    | 4回戦敗退    |        |                        |            |          | メル・マチン ハワード・ケンドール                      | クライヴ・アレン                                  | 11     |
| 1990-91  | ディビジョン1  | 38       | 17       | 11       | 10       | 64       | 53       | 62       | 5位      | 5回戦敗退    | 3回戦敗退    |        |                        |            |          | ハワード・ケンドール ピーター・リード                  | ナイアル・クイン                                  | 21     |
| 1991-92  | ディビジョン1  | 42       | 20       | 10       | 12       | 61       | 48       | 70       | 5位      | 3回戦敗退    | 4回戦敗退    |        |                        |            |          | ピーター・リード                                       | デビッド・ホワイト                                | 21     |
| 1992-93  | プレミアリーグ | 42       | 15       | 12       | 15       | 56       | 51       | 57       | 9位      | 準々決勝敗退 | 3回戦敗退    |        |                        |            |          | ピーター・リード                                       | デビッド・ホワイト                                | 19     |
| 1993-94  | プレミアリーグ | 42       | 9        | 18       | 15       | 38       | 49       | 45       | 16位     | 4回戦敗退    | 4回戦敗退    |        |                        |            |          | ピーター・リード ブライアン・ホールトン                | ナイアル・クイン マイク・シェロン                 | 6      |
| 1994-95  | プレミアリーグ | 42       | 12       | 13       | 17       | 53       | 64       | 49       | 17位     | 5回戦敗退    | 5回戦敗退    |        |                        |            |          | ブライアン・ホールトン                                 | ウーヴェ・レスラー                                | 22     |
| 1995-96  | プレミアリーグ | 38       | 9        | 11       | 18       | 33       | 58       | 38       | 18位     | 5回戦敗退    | 3回戦敗退    |        |                        |            |          | アラン・ボール                                         | ウーヴェ・レスラー                                | 13     |
| 1996-97  | ディビジョン1  | 46       | 17       | 10       | 19       | 59       | 60       | 61       | 14位     | 5回戦敗退    | 2回戦敗退    |        |                        |            |          | アラン・ボール スティーヴ・コッペル フランク・クラーク | ウーヴェ・レスラー                                | 16     |
| 1997-98  | ディビジョン1  | 46       | 12       | 12       | 22       | 56       | 57       | 48       | 22位     | 4回戦敗退    | 1回戦敗退    |        |                        |            |          | フランク・クラーク ジョー・ロイル                      | ポール・ディコフ                                  | 9      |
| 1998-99  | ディビジョン2  | 46       | 22       | 16       | 8        | 69       | 33       | 82       | 3位      | 3回戦敗退    | 2回戦敗退    |        |                        |            |          | ジョー・ロイル                                         | ショーン・ゴーター                                | 22     |
| 1999-00  | ディビジョン1  | 46       | 26       | 11       | 9        | 78       | 40       | 89       | 2位      | 4回戦敗退    | 2回戦敗退    |        |                        |            |          | ジョー・ロイル                                         | ショーン・ゴーター                                | 29     |
| 2000-01  | プレミアリーグ | 38       | 8        | 10       | 20       | 41       | 65       | 34       | 18位     | 5回戦敗退    | 5回戦敗退    |        |                        |            |          | ジョー・ロイル                                         | ショーン・ゴーター                                | 11     |
| 2001-02  | ディビジョン1  | 46       | 31       | 6        | 9        | 108      | 52       | 99       | 1位      | 5回戦敗退    | 4回戦敗退    |        |                        |            |          | ケビン・キーガン                                       | ショーン・ゴーター                                | 32     |
| 2002-03  | プレミアリーグ | 38       | 15       | 6        | 17       | 47       | 54       | 51       | 9位      | 3回戦敗退    | 3回戦敗退    |        |                        |            |          | ケビン・キーガン                                       | ニコラ・アネルカ                                  | 14     |
| 2003-04  | プレミアリーグ | 38       | 9        | 14       | 15       | 55       | 54       | 41       | 16位     | 5回戦敗退    | 4回戦敗退    |        | UEFAカップ             | 2回戦敗退  |          | ケビン・キーガン                                       | ニコラ・アネルカ                                  | 24     |
| 2004-05  | プレミアリーグ | 38       | 13       | 13       | 12       | 47       | 39       | 52       | 8位      | 3回戦敗退    | 3回戦敗退    |        |                        |            |          | ケビン・キーガン スチュアート・ピアース                | ロビー・ファウラー ショーン・ライト＝フィリップス | 11     |
| 2005-06  | プレミアリーグ | 38       | 13       | 4        | 21       | 43       | 48       | 43       | 15位     | 準々決勝敗退 | 2回戦敗退    |        |                        |            |          | スチュアート・ピアース                                 | アンディ・コール ダリウス・ヴァッセル             | 10     |
| 2006-07  | プレミアリーグ | 38       | 11       | 9        | 18       | 29       | 44       | 42       | 14位     | 準々決勝敗退 | 2回戦敗退    |        |                        |            |          | スチュアート・ピアース                                 | ジョーイ・バートン                                | 7      |
| 2007-08  | プレミアリーグ | 38       | 15       | 10       | 13       | 45       | 53       | 55       | 9位      | 4回戦敗退    | 準々決勝敗退 |        |                        |            |          | スヴェン＝ゴラン・エリクソン                           | エラーノ                                          | 10     |
| 2008-09  | プレミアリーグ | 38       | 15       | 5        | 18       | 58       | 50       | 50       | 10位     | 3回戦敗退    | 2回戦敗退    |        | UEFAカップ             | ベスト8    |          | マーク・ヒューズ                                       | ロビーニョ                                        | 15     |
| 2009-10  | プレミアリーグ | 38       | 18       | 13       | 7        | 73       | 45       | 67       | 5位      | 5回戦敗退    | 準決勝敗退   |        |                        |            |          | マーク・ヒューズ ロベルト・マンチーニ                  | カルロス・テベス                                  | 29     |
| 2010-11  | プレミアリーグ | 38       | 21       | 8        | 9        | 60       | 33       | 71       | 3位      | 優勝         | 3回戦敗退    |        | ヨーロッパリーグ       | ベスト16   |          | ロベルト・マンチーニ                                   | カルロス・テベス                                  | 23     |
| 2011-12  | プレミアリーグ | 38       | 28       | 5        | 5        | 93       | 29       | 89       | 1位      | 3回戦敗退    | 準決勝敗退   | 準優勝 | チャンピオンズリーグ   | GS敗退     |          | ロベルト・マンチーニ                                   | セルヒオ・アグエロ                                | 30     |
| 2011-12  | プレミアリーグ | 38       | 28       | 5        | 5        | 93       | 29       | 89       | 1位      | 3回戦敗退    | 準決勝敗退   | 準優勝 | ヨーロッパリーグ       | ベスト16   |          | ロベルト・マンチーニ                                   | セルヒオ・アグエロ                                | 30     |
| 2012-13  | プレミアリーグ | 38       | 23       | 9        | 6        | 66       | 34       | 78       | 2位      | 準優勝       | 3回戦敗退    | 優勝   | チャンピオンズリーグ   | GS敗退     |          | ロベルト・マンチーニ                                   | カルロス・テベス セルヒオ・アグエロ               | 17     |
| 2013-14  | プレミアリーグ | 38       | 27       | 5        | 6        | 102      | 37       | 86       | 1位      | 準々決勝敗退 | 優勝         |        | チャンピオンズリーグ   | ベスト16   |          | マヌエル・ペレグリーニ                                 | セルヒオ・アグエロ                                | 28     |
| 2014-15  | プレミアリーグ | 38       | 24       | 7        | 7        | 83       | 38       | 79       | 2位      | 4回戦敗退    | 4回戦敗退    | 準優勝 | チャンピオンズリーグ   | ベスト16   |          | マヌエル・ペレグリーニ                                 | セルヒオ・アグエロ                                | 32     |
| 2015-16  | プレミアリーグ | 38       | 19       | 9        | 10       | 71       | 41       | 66       | 4位      | 5回戦敗退    | 優勝         |        | チャンピオンズリーグ   | ベスト4    |          | マヌエル・ペレグリーニ                                 | セルヒオ・アグエロ                                | 29     |
| 2016-17  | プレミアリーグ | 38       | 23       | 9        | 6        | 80       | 39       | 78       | 3位      | 準決勝敗退   | 4回戦敗退    |        | チャンピオンズリーグ   | ベスト16   |          | ジョゼップ・グアルディオラ                             | セルヒオ・アグエロ                                | 33     |
| 2017-18  | プレミアリーグ | 38       | 32       | 4        | 2        | 106      | 27       | 100      | 1位      | 5回戦敗退    | 優勝         |        | チャンピオンズリーグ   | ベスト8    |          | ジョゼップ・グアルディオラ                             | セルヒオ・アグエロ                                | 30     |
| 2018-19  | プレミアリーグ | 38       | 32       | 2        | 4        | 95       | 23       | 98       | 1位      | 優勝         | 優勝         | 優勝   | チャンピオンズリーグ   | ベスト8    |          | ジョゼップ・グアルディオラ                             | セルヒオ・アグエロ                                | 32     |
| 2019-20  | プレミアリーグ | 38       | 26       | 3        | 9        | 102      | 35       | 81       | 2位      | 準決勝敗退   | 優勝         | 優勝   | チャンピオンズリーグ   | ベスト8    |          | ジョゼップ・グアルディオラ                             | ラヒーム・スターリング                            | 31     |
| 2020-21  | プレミアリーグ | 38       | 27       | 5        | 6        | 83       | 32       | 86       | 1位      | 準決勝敗退   | 優勝         |        | チャンピオンズリーグ   | 準優勝     |          | ジョゼップ・グアルディオラ                             | イルカイ・ギュンドアン                            | 17     |
| 2021-22  | プレミアリーグ | 38       | 29       | 6        | 3        | 99       | 26       | 93       | 1位      | 準決勝敗退   | 4回戦敗退    | 準優勝 | チャンピオンズリーグ   | ベスト4    |          | ジョゼップ・グアルディオラ                             | リヤド・マフレズ                                  | 24     |
| 2022-23  | プレミアリーグ | 38       | 28       | 5        | 5        | 94       | 36       | 89       | 1位      | 優勝         | 準々決勝敗退 | 準優勝 | チャンピオンズリーグ   | 優勝       |          | ジョゼップ・グアルディオラ                             | アーリング・ハーランド                            | 52     |
| 2023-24  | プレミアリーグ | 38       | 28       | 7        | 3        | 96       | 34       | 91       | 1位      | 準優勝       | 3回戦敗退    | 準優勝 | チャンピオンズリーグ   | ベスト8    | 優勝     | ジョゼップ・グアルディオラ                             | アーリング・ハーランド                            | 38     |
| 2023-24  | プレミアリーグ | 38       | 28       | 7        | 3        | 96       | 34       | 91       | 1位      | 準優勝       | 3回戦敗退    | 準優勝 | スーパーカップ         | 優勝       | 優勝     | ジョゼップ・グアルディオラ                             | アーリング・ハーランド                            | 38     |
| 2024-25  | プレミアリーグ | 38       |          |          |          |          |          |          | 位       |              | 4回戦敗退    | 優勝   | チャンピオンズリーグ   |            |          | ジョゼップ・グアルディオラ                             | 未定                                              |        |

## 現所属メンバー
プレミアリーグ 2024-25シーズン 開幕フォーメーション（4-3-3）

2025年8月18日現在 
注：選手の国籍表記はFIFAの定めた代表資格ルールに基づく。
| No. | Pos. |              | 選手名                      |
| --- | ---- | ------------ | --------------------------- |
| 1   | GK   | イングランド | ジェームズ・トラッフォード  |
| 3   | DF   | ポルトガル   | ルベン・ディアス            |
| 4   | MF   | オランダ     | タイアニ・ラインデルス ()   |
| 5   | DF   | イングランド | ジョン・ストーンズ ★        |
| 6   | DF   | オランダ     | ナタン・アケ () ★           |
| 7   | FW   | エジプト     | オマル・マーモウシュ ()     |
| 8   | MF   | クロアチア   | マテオ・コヴァチッチ ()     |
| 9   | FW   | ノルウェー   | アーリング・ハーランド ()   |
| 10  | MF   | フランス     | ラヤン・シェルキ () ()      |
| 11  | MF   | ベルギー     | ジェレミー・ドク ()         |
| 13  | GK   | イングランド | マーカス・ベッティネッリ () |
| 14  | MF   | スペイン     | ニコ・ゴンサレス            |
| 16  | MF   | スペイン     | ロドリ                      |
| 18  | GK   | ドイツ       | シュテファン・オルテガ ()   |
| 19  | MF   | ドイツ       | イルカイ・ギュンドアン ()   |
| 20  | MF   | ポルトガル   | ベルナルド・シウバ          |

| No. | Pos. |                | 選手名                                |
| --- | ---- | -------------- | ------------------------------------- |
| 21  | DF   | アルジェリア   | ラヤン・アイト＝ヌーリ ()             |
| 24  | DF   | クロアチア     | ヨシュコ・グヴァルディオル            |
| 25  | DF   | スイス         | マヌエル・アカンジ ()                 |
| 26  | FW   | ブラジル       | サヴィーニョ ☆                        |
| 27  | MF   | ポルトガル     | マテウス・ヌネス ()                   |
| 30  | MF   | アルゼンチン   | クラウディオ・エチェベリ ☆            |
| 31  | GK   | ブラジル       | エデルソン ()                         |
| 33  | GK   | イングランド   | スコット・カーソン ★                  |
| 41  | MF   | ノルウェー     | スヴェレ・ニーパン                    |
| 44  | MF   | イングランド   | カルバン・フィリップス ()             |
| 45  | DF   | ウズベキスタン | アブドゥコディル・フサノフ ☆          |
| 47  | MF   | イングランド   | フィル・フォーデン ★                  |
| 52  | MF   | ノルウェー     | オスカー・ボブ ()☆                    |
| 82  | DF   | イングランド   | リコ・ルイス ☆                        |
| 97  | DF   | イングランド   | ジョシュ・ウィルソン＝エスブランド () |

※括弧内の国旗はその他の保有国籍を、★はホーム・グロウン選手、☆は21歳以下の選手を示す。
監督
- ジョゼップ・グアルディオラ

### ローン選手
in
注：選手の国籍表記はFIFAの定めた代表資格ルールに基づく。
| No. | Pos. |  | 選手名 |
| --- | ---- |  | ------ |

out
注：選手の国籍表記はFIFAの定めた代表資格ルールに基づく。
| No. | Pos. |              | 選手名                                         |
| --- | ---- | ------------ | ---------------------------------------------- |
|     | MF   | イングランド | ジャック・グリーリッシュ (エヴァートンFC) () ★ |

| No. | Pos. |          | 選手名                            |
| --- | ---- | -------- | --------------------------------- |
|     | DF   | ブラジル | ヴィトール・レイス (ジローナFC) ☆ |

### リザーブ&アカデミー
注：選手の国籍表記はFIFAの定めた代表資格ルールに基づく。
| No. | Pos. |              | 選手名                            |
| --- | ---- | ------------ | --------------------------------- |
| 66  | DF   | イングランド | ジャーメイ・シンプソン=ピューシー |
| 75  | MF   | イングランド | ニコ・オライリー                  |

| No. | Pos. |              | 選手名       |
| --- | ---- | ------------ | ------------ |
| 96  | FW   | イングランド | ベン・ナイト |

### 永久欠番
注：選手の国籍表記はFIFAの定めた代表資格ルールに基づく。
| No. | Pos. |            | 選手名                       |
| --- | ---- | ---------- | ---------------------------- |
| 23  | MF   | カメルーン | マルク＝ヴィヴィアン・フォエ |

## マンチェスター・シティ年間最優秀選手賞
1966-67シーズン終了以降、マンチェスター・シティの公式サポーターズ・クラブの会員らがそのシーズンに最も表彰に値すると思う選手を投票で選ぶ。以下の表は、マンチェスター・シティ年間最優秀選手賞創設以来の受賞者一覧である。
| 受賞年 | 受賞者                         |
| ------ | ------------------------------ |
| 1967   | トニー・ブック                 |
| 1968   | コリン・ベル                   |
| 1969   | グリン・パードー               |
| 1970   | フランシス・リー               |
| 1971   | マイク・ドイル                 |
| 1972   | マイク・サマービー             |
| 1973   | マイク・サマービー             |
| 1974   | マイク・ドイル                 |
| 1975   | アラン・オークス               |
| 1976   | ジョー・コリガン               |
| 1977   | デヴィッド・ワトソン           |
| 1978   | ジョー・コリガン               |
| 1979   | エイサ・ハートフォード         |
| 1980   | ジョー・コリガン               |
| 1981   | ポール・パワー                 |
| 1982   | トミー・ケイトン               |
| 1983   | ケヴィン・ボンド               |
| 1984   | ミック・マッカーシー           |
| 1985   | ポール・パワー                 |
| 1986   | ケニー・クレメンツ             |
| 1987   | ニール・マクナブ               |
| 1988   | スティーブ・レドモンド         |
| 1989   | ニール・マクナブ               |
| 1990   | コリン・ヘンドリー             |
| 1991   | ナイアル・クイン               |
| 1992   | トニー・コトン                 |
| 1993   | ギャリー・フリッツクロフト     |
| 1994   | トニー・コトン                 |
| 1995   | ウーヴェ・レスラー             |
| 1996   | ゲオルギ・キンクラーゼ         |
| 1997   | ゲオルギ・キンクラーゼ         |
| 1998   | マイケル・ブラウン             |
| 1999   | ジェラルド・ヴィーケンス       |
| 2000   | ショーン・ゴーター             |
| 2001   | ダニー・ティアット             |
| 2002   | アリ・ベナルビア               |
| 2003   | シルヴァン・ディスタン         |
| 2004   | ショーン・ライト＝フィリップス |
| 2005   | リチャード・ダン               |
| 2006   | リチャード・ダン               |
| 2007   | リチャード・ダン               |
| 2008   | リチャード・ダン               |
| 2009   | スティーヴン・アイルランド     |
| 2010   | カルロス・テベス               |
| 2011   | ヴァンサン・コンパニ           |
| 2012   | セルヒオ・アグエロ             |
| 2013   | パブロ・サバレタ               |
| 2014   | ヤヤ・トゥーレ                 |
| 2015   | セルヒオ・アグエロ             |
| 2016   | ケヴィン・デ・ブライネ         |
| 2017   | ダビド・シルバ                 |
| 2018   | ケヴィン・デ・ブライネ         |
| 2019   | ベルナルド・シウバ             |
| 2020   | ケヴィン・デ・ブライネ         |
| 2021   | ルベン・ディアス               |
| 2022   | ケヴィン・デ・ブライネ         |
| 2023   | アーリング・ハーランド         |
| 2024   | フィル・フォーデン             |

## 歴代所属選手

### GK
| - フランク・スウィフト 1933-1949 - バート・トラウトマン 1949-1964 - ジョー・コリガン 1967-1983 - ピーター・シュマイケル 2002-2003 - デビッド・シーマン 2003-2004.1 - ヘールト・デ・フリーガー 2004-2006 - カスパー・シュマイケル 2004-2009 - シェイ・ギヴン 2009.1-2011 - スチュアート・テイラー 2009-2012 - ヒュレプ・マールトン 2010.4-2010.5 | - コステル・パンティリモン 2011-2014 - リチャード・ライト 2012-2016 - ウィリー・カバジェロ 2014-2017 - ジョー・ハート 2006-2018 - クラウディオ・ブラーボ 2016-2020 - アリヤネット・ムリッチ 2017-2022 - エデルソン・モラレス 2017- - ザック・ステッフェン 2019-2024 - スコット・カーソン 2019- - シュテファン・オルテガ 2022- |

### DF
| - デヴィッド・ワトソン 1975-1979 - ミシェル・フォンク 1992-1995 - ミヒャエル・タルナト 2003-2004 - ダニエル・ファン・ブイテン 2004.1-2004.6 - ヴェドラン・チョルルカ 2007-2008 - リチャード・ダン 2002-2007 - ソン・ジハイ 2002-2007 - ダニー・ミルズ2004-2009 - ジェローム・ボアテング 2010-2011 - ステファン・サヴィッチ 2011-2012 - ウェイン・ブリッジ 2009.1-2013 - コロ・トゥーレ 2009-2013 - マイコン 2012-2013 - ジョリオン・レスコット 2009-2014 - マイカ・リチャーズ 2005-2015 - カリム・レキク 2011-2015 - マティヤ・ナスタシッチ 2012-2015 - デドリック・ボヤタ 2013-2015 - マルティン・デミチェリス 2013-2016 - パブロ・サバレタ 2008-2017 - アレクサンダル・コラロヴ 2010-2017 - ガエル・クリシー 2011-2017 | - バカリ・サニャ 2014-2017 - ジェイソン・デナイヤー 2013-2018 - パブロ・マフェオ 2015-2018 - ヴァンサン・コンパニ 2008-2019 - エリアカン・マンガラ 2014-2019 - ダニーロ 2017-2019 - ニコラス・オタメンディ 2015-2020 - トシン・アダラビオヨ 2016-2020 - アンヘリーニョ 2014-2018,2019-2021 - エリック・ガルシア 2018-2021 - オレクサンドル・ジンチェンコ 2016-2022 - フィリップ・サンドレル 2018-2022 - バンジャマン・メンディ 2017-2023 - アイメリク・ラポルテ 2018.1-2023 - ジョン・ストーンズ 2016- - カイル・ウォーカー 2017- - ジョアン・カンセロ 2019-2024 - ナタン・アケ 2020- - ルベン・ディアス 2020- - セルヒオ・ゴメス 2022-2024 - マヌエル・アカンジ 2022- - ヨシュコ・グヴァルディオル 2023- |

### MF
| - ビリー・メレディス 1894-1906,1921-1924 - ピーター・ドハーティ 1936-1945 - コリン・ベル 1966-1979 - デニス・タアート 1974-1978,1979-1983 - クライヴ・ウィルソン 1979-1987,1987 - ゲオルギ・キンクラーゼ 1995-1998 - ナイジェル・クラフ 1996-1998 - スティーブ・マクマナマン 2003-2005 - クラウディオ・レイナ 2003-2007 - ディートマー・ハマン 2006-2009 - スティーヴン・アイルランド 2005-2010 - ショーン・ライト＝フィリップス 1999-2005, 2008-2011 - パトリック・ヴィエラ 2010-2011 - ナイジェル・デ・ヨング 2009-2012 - オーウェン・ハーグリーヴス 2011-2012 - ダビド・ピサーロ 2012.1-2012.6 - ギャレス・バリー 2009-2014 - ジャック・ロドウェル 2012-2014 - ハビ・ガルシア 2012-2014 - ジェイムズ・ミルナー 2010-2015 - マルコス・ロペス 2013-2015 - ホセ・アンヘル・ポソ 2014-2015 | - フランク・ランパード 2014-2015 - サミル・ナスリ 2011-2017 - ヘスス・ナバス 2013-2017 - フェルナンド 2014-2017 - ヤヤ・トゥーレ 2010-2018 - ベルサント・ツェリナ 2014-2018 - ブラヒム・ディアス 2016-2018.12 - マヌ・ガルシア 2015-2019 - ファビアン・デルフ 2015-2019 - ダビド・シルバ 2010-2020 - アレイクス・ガルシア 2015-2020 - フェルナンジーニョ 2013-2022 - パトリック・ロバーツ 2015-2022 - イルカイ・ギュンドアン 2016-2023 - コール・パーマー 2020-2023 - ケヴィン・デ・ブライネ 2015- - フィル・フォーデン 2017- - ベルナルド・シウバ 2017- - ロドリ 2019- - ジャック・グリーリッシュ 2021- - カルバン・フィリップス 2022- - マテオ・コヴァチッチ 2023- - ジェレミー・ドク 2023- - マテウス・ヌネス 2023- |

### FW
| - エリック・ブルック 1928-1939 - ニール・ヤング 1961-1972 - デニス・ロー 1960-1961, 1973-1974 - マイク・サマービー 1965-1975 - ブライアン・キッド 1976-1979 - クライヴ・アレン 1989-1991 - ナイアル・クイン 1990-1996 - ポール・ウォルシュ 1994-1995 - ジョージ・ウェア 2000-2001 - アルフ・インゲ・ハーランド 2000-2003 - パウロ・ワンチョペ 2000-2004 - ニコラ・アネルカ 2002-2005 - ロビー・ファウラー 2003-2006 - ベルナルド・コッラーディ 2006-2008 - ゲオルギオス・サマラス 2006-2008 - ダニエル・スタリッジ 2006-2009 - ロビーニョ 2008-2010 - クレイグ・ベラミー 2009-2011 - エマニュエル・アデバヨール 2009-2012 | - ロケ・サンタ・クルス 2009-2013 - カルロス・テベス 2009-2013 - マリオ・バロテッリ 2010-2013 - ヨン・グイデッティ 2008-2015 - エディン・ジェコ 2011-2015 - アルバロ・ネグレド 2013-2015 - ステヴァン・ヨヴェティッチ 2013-2016.12 - ウィルフリード・ボニー 2015.1-2017 - ケレチ・イヘアナチョ 2015-2017 - ノリート 2016-2017 - レロイ・サネ 2016-2020 - セルヒオ・アグエロ 2011-2021 - ルーカス・ヌメチャ 2017-2021 - フェラン・トーレス 2020-2021.12 - ラヒーム・スターリング 2015-2022 - ガブリエル・ジェズス 2017.1-2022 - リヤド・マフレズ 2018-2023 - フリアン・アルバレス 2022-2024 - アーリング・ハーランド 2022- |

## 練習場
ホームスタジアムのエティハドスタジアムに隣接する場所に、16.5面のサッカーピッチ、ユースチーム向けのスタジアム、最先端トレーニングセンターや宿泊施設があり、日本食を始めとしたいろいろな物が食べられる食堂もある

## スポンサー
| シーズン | サプライヤー | 胸スポンサー      |
| -------- | ------------ | ----------------- |
| 1987-88  | UMBRO        | brother           |
| 1988-89  | UMBRO        | brother           |
| 1989-90  | UMBRO        | brother           |
| 1990-91  | UMBRO        | brother           |
| 1991-92  | UMBRO        | brother           |
| 1992-93  | UMBRO        | brother           |
| 1993-94  | UMBRO        | brother           |
| 1994-95  | UMBRO        | brother           |
| 1995-96  | UMBRO        | brother           |
| 1996-97  | UMBRO        | brother           |
| 1997-98  | Kappa        | brother           |
| 1998-99  | Kappa        | brother           |
| 2000-01  | le coq       | Eidos Interactive |
| 2001-02  | le coq       | Eidos Interactive |
| 2002-03  | le coq       | FIRST ADVICE      |
| 2003-04  | le coq       | FIRST ADVICE      |
| 2004-05  | Reebok       | Thomas Cook       |
| 2005-06  | Reebok       | Thomas Cook       |
| 2006-07  | Reebok       | Thomas Cook       |
| 2007-08  | le coq       | Thomas Cook       |
| 2008-09  | le coq       | Thomas Cook       |
| 2009-10  | UMBRO        | ETIHAD            |
| 2010-11  | UMBRO        | ETIHAD            |
| 2011-12  | UMBRO        | ETIHAD            |
| 2012-13  | UMBRO        | ETIHAD            |
| 2013-14  | Nike         | ETIHAD            |
| 2014-15  | Nike         | ETIHAD            |
| 2015-16  | Nike         | ETIHAD            |
| 2016-17  | Nike         | ETIHAD            |
| 2017-18  | Nike         | ETIHAD            |
| 2018-19  | Nike         | ETIHAD            |
| 2019-20  | Puma         | ETIHAD            |
| 2020-21  | Puma         | ETIHAD            |
| 2021-22  | Puma         | ETIHAD            |

## クラブパートナー

### グローバルパートナー
| - Etihad Airways - PUMA - e& - Nissan - Visit Abu Dhabi - Nexen Tire - Midea - EA Sports - Cisco - Asahi - Wix - QNET - Socios.com - Unilever - Alber - Axi | - JNC - Xylem - Hays - Sony Group Corporation - Gatorade - Unilumin Sports - Dsquared2 - Acronis - Therabody - Recast - SALENTO CREAZIONI MODA - WeWork - Qualtrics - Emirates Palace - Masdar - OKX |

### リージョナルパートナー
| - Nestle - Khmer Beverages - Healthpoint - PZ Cussons - First Abu Dhabi Bank - Cadbury - Laybuy - Capstone | - Animoca Brands - Noon - ABeam Consulting - DreamSetGo - Dude Wipes - LeoVegas - Sports Interactive |